# Cyrtonus cylindricus
Cyrtonus cylindricus es una especie de insecto coleóptero de la familia Chrysomelidae.
Fue descrita científicamente en 1883 por Marseul.